# Corynoptera dentiforceps
Corynoptera dentiforceps is een muggensoort uit de familie van de rouwmuggen (Sciaridae). De wetenschappelijke naam van de soort is voor het eerst geldig gepubliceerd in 1936 door Bukowski & Lengersdorf.